# Les Nuits de Reykjavik
Les Nuits de Reykjavik est un roman policier islandais d'Arnaldur Indriðason. Publié aux éditions Métailié en 2012, il a été traduit par Éric Boury. Son titre original est Reykjavíkurnætur. Ce livre est une préquelle de la série du commissaire Erlendur Sveinsson. 

## Résumé
En 1974, Erlendur est agent de police à Reykjavik et effectue les rondes de nuit. Sillonnant la ville avec deux jeunes agents, Gardar et Marteinn, il est confronté aux petits délits nocturnes (cambriolages, ivrognes, chauffards, …). Il porte aussi secours aux sans-abris trainant dans les rues confrontés à l'alcoolisme et au froid mortel.
Erlendur se passionne pour les enquêtes de disparition non résolues, et il passe une partie de ses insomnies diurnes à éplucher des anciens dossiers. Quand il apprend la mort par noyade dans d'anciennes tourbières du quartier de Hvassaleiti, d'un clochard nommé Hannibal, il enquête sur son temps libre. Erlendur avait secouru plusieurs fois Hannibal au cours de l'année précédente. Si la mort d'Hannibal a été jugée accidentelle, Erlendur voudrait en savoir plus. Il remonte à l'ancienne cave où logeait Hannibal. Hannibal en avait été expulsé à la suite d'un départ d'incendie, puis a dû loger dans un abri dans le calorifuge d'un conduit thermique alimentant la ville.

## Éditions
- Métailié Noir, 2015  (ISBN 2-86424-566-3)

- Points policier no P4224, 2016  (ISBN 978-2-7578-5796-0)